# Hornet's Nest
Nido de avispas (en inglés, Hornet's Nest, y en Latinoamérica El avispero) es una película estadounidense de 2012, protagonizada por Robbie Amell, Sherry Stringfield y Virginia Madsen. Está basada en la primera de las partes de la serie de libros de misterio sobre Andy Brazil de Patricia Cornwell. Dirigida por Millicent Shelton.

## Argumento
En Charlotte, Carolina del Norte, un policía entregado muere en acto de servicio. Su hijo, Andy Brazil (Robbie Amell) es un reportero novato asignado al departamento de policía que está bajo control de la subjefa del departamento, Virginia West (Sherry Stringfield). Cuando varios hombres de perfiles similares mueren en condiciones similares, les hace pensar que se trata de un asesino en serie, así que bajo el apoyo de la jefa, Judy Hammer (Virginia Madsen), quien tiene problemas con su marido, Andy se hará esencial en la resolución del caso, pero el asesino se cobrará varias víctima más, hasta que una de éstas sea Andy.

## Personajes
- Robbie Amell como Andy Brazil.
- Sherry Stringfield como  Subjefa Virginia West.
- Virginia Madsen como Jefa Judy Hammer.
- Michael Boatman como Richard Panesa.
- Michael B. Silver como Adam Goode.
- Gary Basaraba como Seth.